# Marc De Wit
Marc De Wit (30 december 1974) is een Belgisch voormalig kick- en thaibokser.

## Loopbaan
De Wit werd tweemaal Belgisch kampioen en even vaak kampioen van de Benelux.